# POWER4

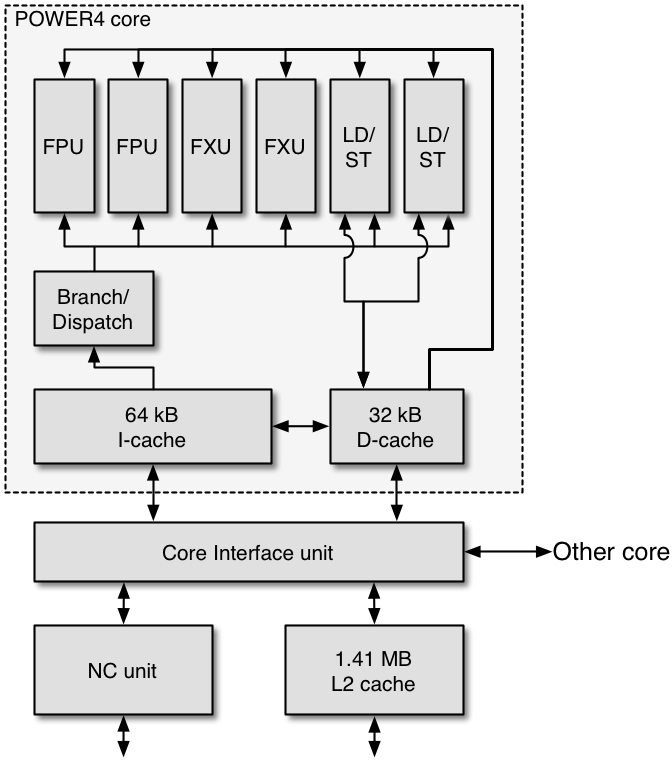
POWER4コアの論理構造図

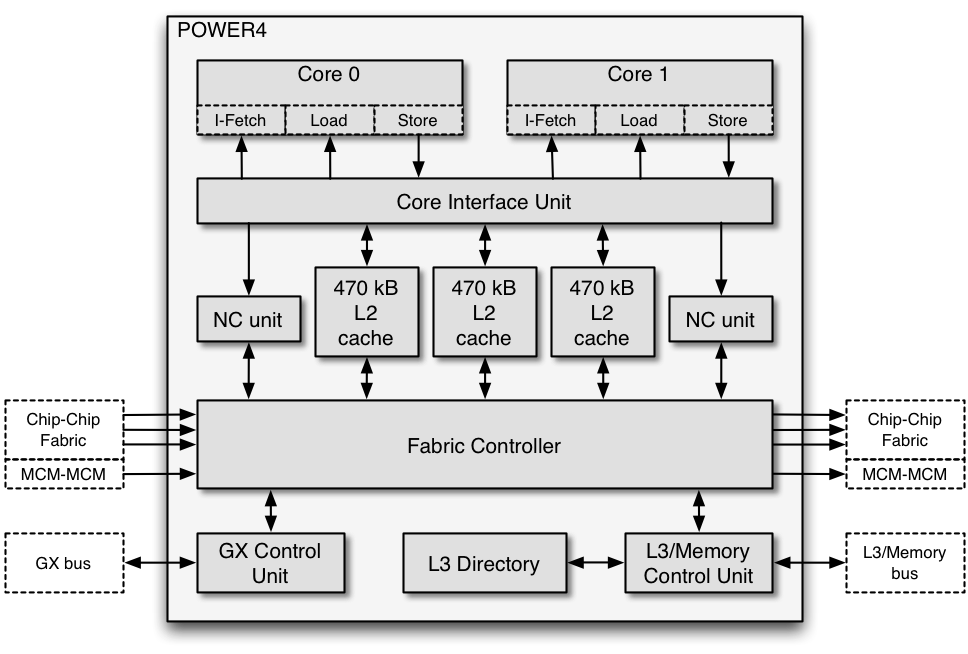
POWER4プロセッサの論理構造図

POWER4（パワーフォー）は、IBMが設計・製造したPOWERアーキテクチャの64ビットマイクロプロセッサである。2001年にリリースされ、64ビットPowerPCおよびRS64の命令セットを持った。POWER4+（パワーフォープラス）はその改良版である。POWER4とPOWER4+は、後継のPOWER5に引き継がれた。

## 概要
POWER4は2001年に、POWER3およびRS64マイクロプロセッサの後継としてリリースされ、RS/6000およびAS/400コンピュータで使用され、別系統であったAS/400用のPowerPCマイクロプロセッサ(RS64)の開発に終止符を打った。また日立のEP8000シリーズなどでも使用された。
POWER3までと比較したPOWER4の特徴は、デュアルコアと共有L2である。POWER4は、1つのダイ（チップ）上に2つのプロセッサコア（単にプロセッサまたはコアとも呼ばれる）を搭載したマルチコアのマイクロプロセッサで、1チップでSMP構成が可能となった。またL2キャッシュがチップ上に搭載された。更にMCMに搭載する事で、1つのパッケージで4つのPOWER4チップ（計8コア）と128MBまでの共用 L3 キャッシュを搭載できた。
オリジナルのPOWER4ではクロックスピード 1.1GHzおよび1.3GHzであったが、改良版のPOWER4+では1.9GHzに達した。PowerPC 970はPOWER4の派生である。

## 仕様
POWER4およびPOWER4+の主な仕様は以下である。
- POWER4
  - 180nm / 414mm2 CMOS SOI 銅配線 プロセステクノロジー
  - 1億7400万 トランジスタ
  - デュアルコア（2コア/チップ）
  - 1.1GHz - 1.3GHz
  - 32ビット ALU
  - 64ビット FPU
  - L1 キャッシュ（命令/データ） 64KB/32KB（コア当たり）
  - L2 キャッシュ 1.41MB（チップ当たり）
  - L3 キャッシュ 最大 128MB（MCM当たり）
  - I/Oバス GX

- POWER4+（相違点のみ）
  - 130nm / 267mm2 CMOS SOI 銅配線 プロセステクノロジー
  - 1億8400万 トランジスタ
  - 1.9GHz

## 参照
1. ↑  最新の「POWER4プロセッサ」を搭載したハイエンドモデルを含む「エンタープライズサーバEP8000シリーズ」のラインアップを強化 - 日立製作所
2. ↑  ＰＯＷＥＲ４　プロセッサー　概要とチューニング・ガイド - 日本IBM